# Première exposition des peintres impressionnistes
Pour les articles homonymes, voir Exposition impressionniste.
On appelle « Première exposition des peintres impressionnistes », une manifestation culturelle française organisée par la Société anonyme des artistes peintres, sculpteurs et graveurs du 15 avril au 15 mai 1874 au 35 boulevard des Capucines à Paris dans les studios d'un célèbre écrivain et photographe de l'époque, Nadar. Originellement, cette exposition ne porte aucun qualifiant officiel : ce sont les critiques d'art, qui, après coup, par voie de presse, appellent cet événement « l'Exposition des impressionnistes ». Le mot impressionnisme est le nom péjoratif qui est popularisé par un journaliste, Louis Leroy, et qui s'impose, bien souvent contre l'avis même des artistes.

## Circonstances
La Société anonyme des artistes peintres, sculpteurs et graveurs est créée le 27 décembre 1873, par des peintres dont certains se sont vus à plusieurs reprises refuser d'exposer leurs œuvres au Salon de peinture et de sculpture. Certains des membres sont ceux  que la critique va bientôt appeler les « impressionnistes ». Elle ne propose aucun manifeste ou déclaration, elle ne veut pas être une école. Chaque membre s'engage à verser 5F par mois pendant
un an, la société reçoit 10% de toute vente. Camille Pissarro contribue à rédiger la charte de la société en s'inspirant du syndicat des boulangers de Pontoise.
La Société invite des artistes plus classiques, parfois primés, pour montrer aux critiques d'art que ce nouveau salon n'est pas une nouvelle édition du Salon des refusés de 1863. « Pourquoi demander à Louis Debras de les rejoindre ? ou à Émilien Mulot-Durivage, ou Léon-Paul Robert ? ou Alfred Meyer ? [lequel] a de plus été médaillé au salon de 1866 ? Rallier des artistes comme eux, c'est montrer [...] que l'on ne propose pas une nouvelle édition du salon des refusés [...] dans l'espoir de rencontrer plus d'indulgence (de la part de la critique et de la presse). » Trente artistes acceptent de participer à l'exposition qui montre 165 œuvres.
Nadar a besoin d'argent : c'est pourquoi il accepte de louer son atelier.
Du côté des marchands d'art, l'action et le soutien de Paul Durand-Ruel sont notables.

## Précédents
Cette exposition est avant tout une réaction contre le Salon de 1873 où les artistes qui se sont vus refuser leurs travaux se plaignent des choix conservateurs du jury. Elle constitue la dernière étape d'une révolte des peintres contre l'establishmment qui commence en 1855, année où le peintre Gustave Courbet, dont trois tableaux sont refusés à l'exposition universelle, fait construire le Pavillon du réalisme, situé au 5, avenue Montaigne pour les exposer avec trente-sept de ses œuvres. Cette manifestation attire beaucoup de jeunes peintres qui, à leur tour vont exposer chez François Bonvin, l'ami de Courbet.
La première exposition dite des peintres impressionniste est précédée par deux autres événements majeurs : d'abord en 1862, la création de la Société nationale des beaux-arts, puis en 1863 par la création du Salon des refusés, qui est déjà une forme de révolte manifeste contre l'art officiel centralisé.
Entre 1860 et 1871, le groupe des Batignolles réuni autour d'Édouard Manet, soit dans l'atelier de Manet, soit au Café Guerbois, lance l'idée, que les artistes devraient exposer eux-mêmes leurs œuvres. Dès 1866, à la suite du refus par le jury d'admission des tableaux de Paul Cézanne et de Frédéric Bazille au Salon, Cézanne déclare : « En réalité nous triomphons, et ce refus en masse, cet exil immense est une victoire. Il ne nous reste plus qu'à exposer nous mêmes et à faire une concurrence mortelle à tous ces vieux idiots borgnes »,. Après que ses toiles et celles d'autres artistes sont refusées au salon de 1867, Frédéric Bazille écrit le 30 mars une pétition demandant à Émilien de Nieuwerkerke, alors surintendant des beaux-arts, un salon indépendant. Dans une lettre à sa mère datée du 2 avril de la même année, il lui annonce le projet partagé par une douzaine d'artistes de louer un grand atelier pour exposer leurs œuvres. En 1867, Courbet, de nouveau, ouvre son propre pavillon en marge de l'exposition universelle de 1867.
Au Salon de 1873, nombre d'artistes sont refusés par le jury. Berthe Morisot n'a qu'un seul tableau accepté, Blanche, œuvre très conventionnelle qui représente sans doute Blanche Pontillon bébé. À partir de là, la décision est prise : les artistes exposeront eux-mêmes. La même année, l'écrivain Paul Alexis annonce le projet de l'association dans L'Avenir national en précisant « [...] que  cette association ne sera pas une chapelle. [Les artistes] ne veulent unir que des intérêts et non des systèmes et ils souhaitent l'adhésion de tous les travailleurs,. »
Le « Salon des impressionnistes » va déclencher d'autre initiatives d'artistes : le Groupe des XX en 1883 lancé par Octave Maus, le Salon des indépendants fondé en 1884, suivi par le salon de la Libre Esthétique en 1894.
Mais surtout, cette première sera suivie par d'autres expositions d'impressionnistes en marge du Salon, la suivante étant chez Paul Durand-Ruel.

## Artistes participants

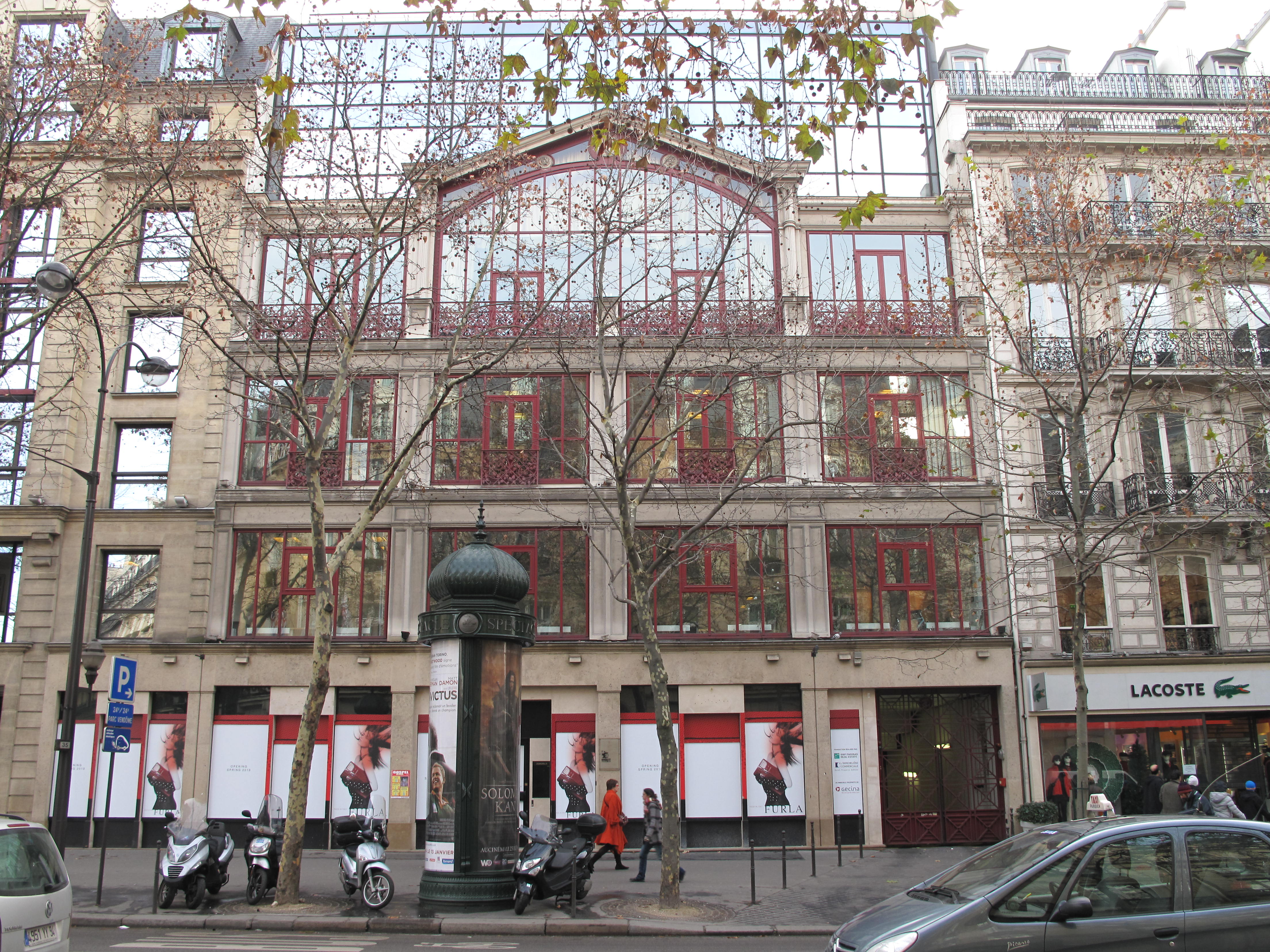
L'ancien studio de Nadar, au 35 boulevard des Capucines en 2009.

Du 15 avril au 15 mai 1874, 30 artistes participent à l'exposition organisée dans l'atelier-studio du photographe Nadar, qui présente l'avantage d'être un grand espace éclairé avec une verrière :
- Zacharie Astruc
- Antoine Ferdinand Attendu
- Édouard Béliard
- Eugène Boudin
- Félix Bracquemond
- Édouard Brandon
- Pierre Isidore Bureau
- Adolphe-Félix Cals
- Paul Cézanne
- Gustave-Henri Colin
- Louis Debras
- Edgar Degas
- Giuseppe De Nittis
- Armand Guillaumin
- Louis Latouche
- Ludovic-Napoléon Lepic
- Stanislas Lépine
- Léopold Levert
- Alfred Meyer
- Claude Monet
- Auguste de Molins
- Berthe Morisot
- Émilien Mulot Durivage
- Auguste Ottin
- Léon-Auguste Ottin
- Camille Pissarro
- Pierre Auguste Renoir
- Léon-Paul-Joseph Robert
- Henri Rouart
- Alfred Sisley

## Les œuvres présentées
165 œuvres sont présentées dans un mélange de genres voulu et assumé par Degas, auquel Monet s'oppose. Cette querelle va durer jusqu'à la septième exposition, ouverte en mars 1882, à laquelle finalement Degas refuse de participer parce que son ami Jean-François Raffaëlli est refusé par Gauguin et Caillebotte au motif que Raffaëlli est devenu trop classique.
Cette première exposition n'est pas uniquement réservée aux « impressionnistes », et l'attention des trois mille cinq cents visiteurs est aussi retenue par d'autres artistes que l'histoire de l'art et la critique vont en partie oublier, peut-être parce qu'ils « n'étaient pas assez impressionnistes [...], on les classera sous le vocable de « petits maîtres », y compris Eugène Boudin qui ne sortira de ce classement qu'après la Seconde Guerre mondiale. »
La critique et la presse en cette année 1874 se sont surtout intéressées, pour encenser ou démolir leurs manières, leurs styles, à Renoir, Pissaro, Degas, Monet, Sisley comme le résume Castagnary dans Le Siècle. La critique n'est d'ailleurs pas aussi mauvaise que la légendaire charge de Leroy, dans Le Charivari pourrait le laisser croire. C'est surtout à partir de la deuxième exposition qu'elle va se déchaîner.
Pour une visite sélective en rapport avec cette première exposition, le musée d'Orsay retient quelques toiles incontournables : « de Paul Cézanne : La Maison du pendu, Une moderne Olympia ; d'Edgar Degas : Répétition d'un ballet sur la scène, Une blanchisseuse ; d'Armand Guillaumin : Soleil couchant à Ivry ; de Claude Monet : Les Coquelicots ; de Berthe Morisot : Le Berceau ; et de Camille Pissarro : Gelée blanche. ».

## Dans la presse

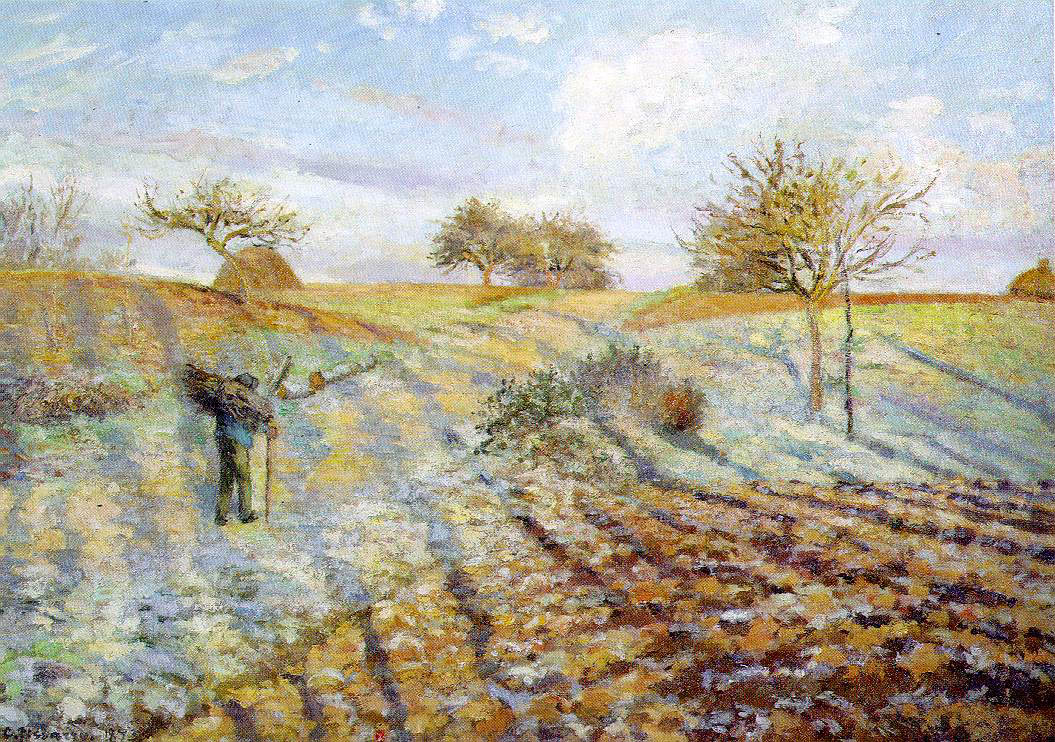
Gelée blanche, champs labouré, Pissarro, 1873

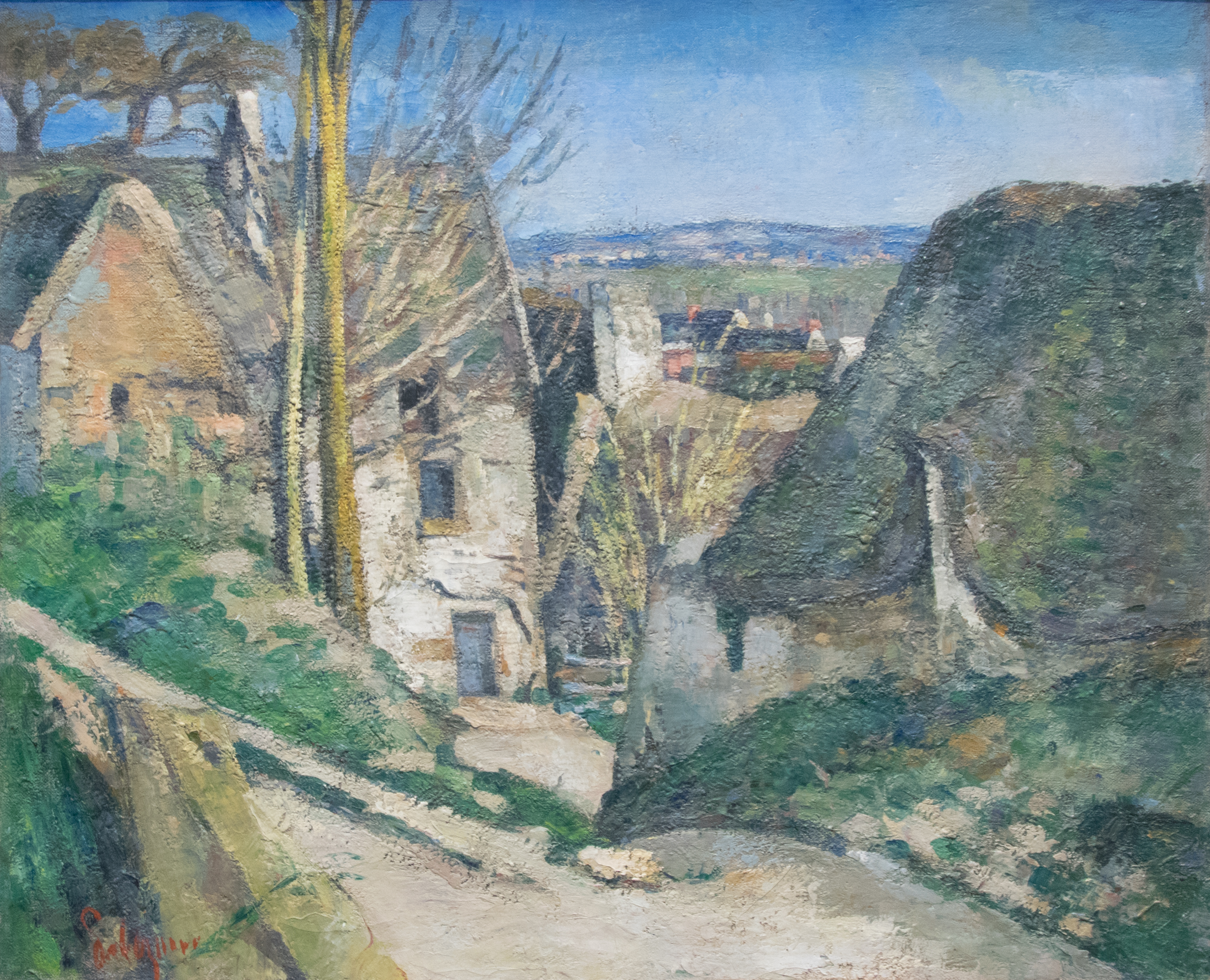
La Maison du pendu, Cézanne

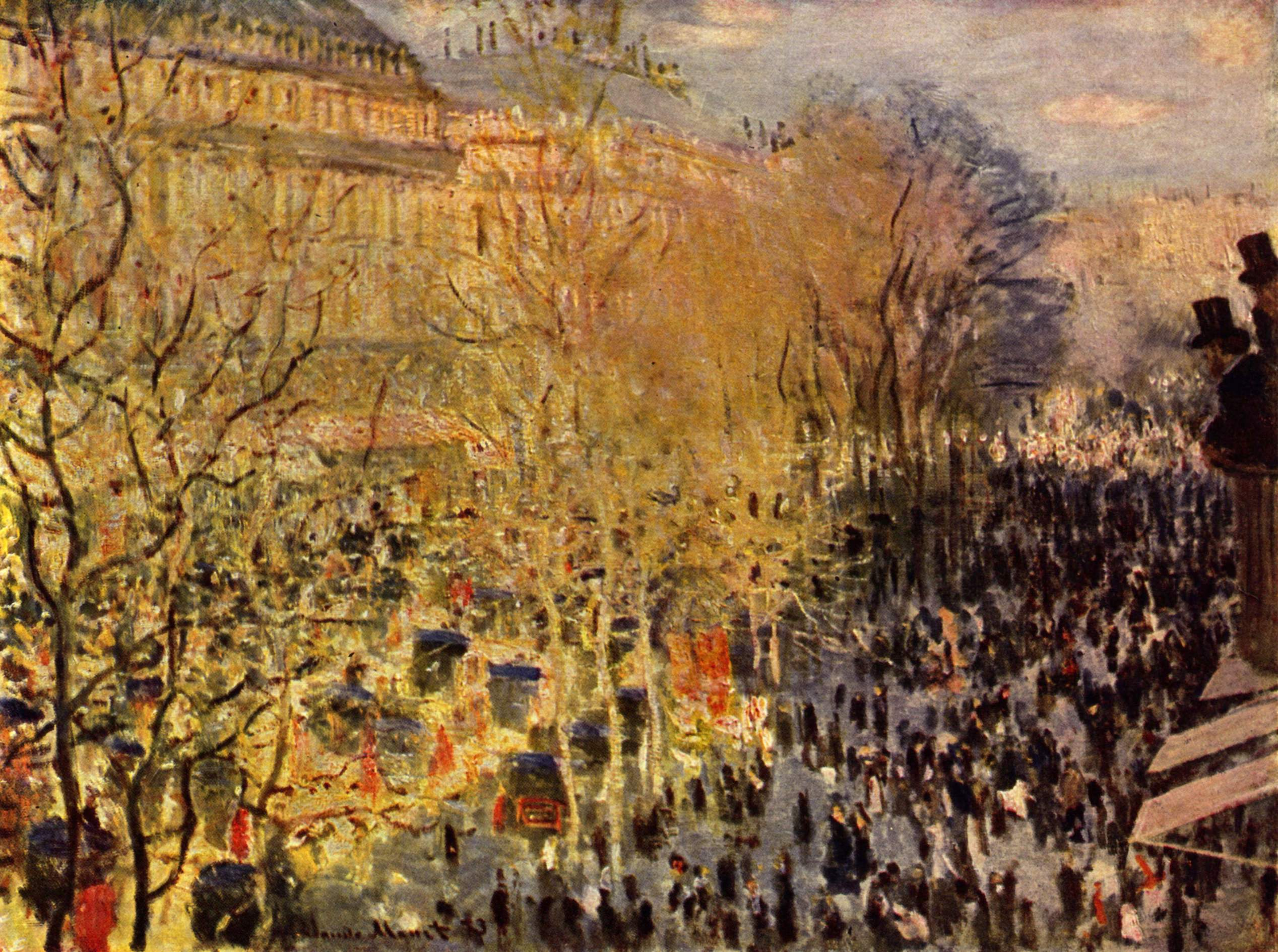
Le Boulevard des Capucines, Monet

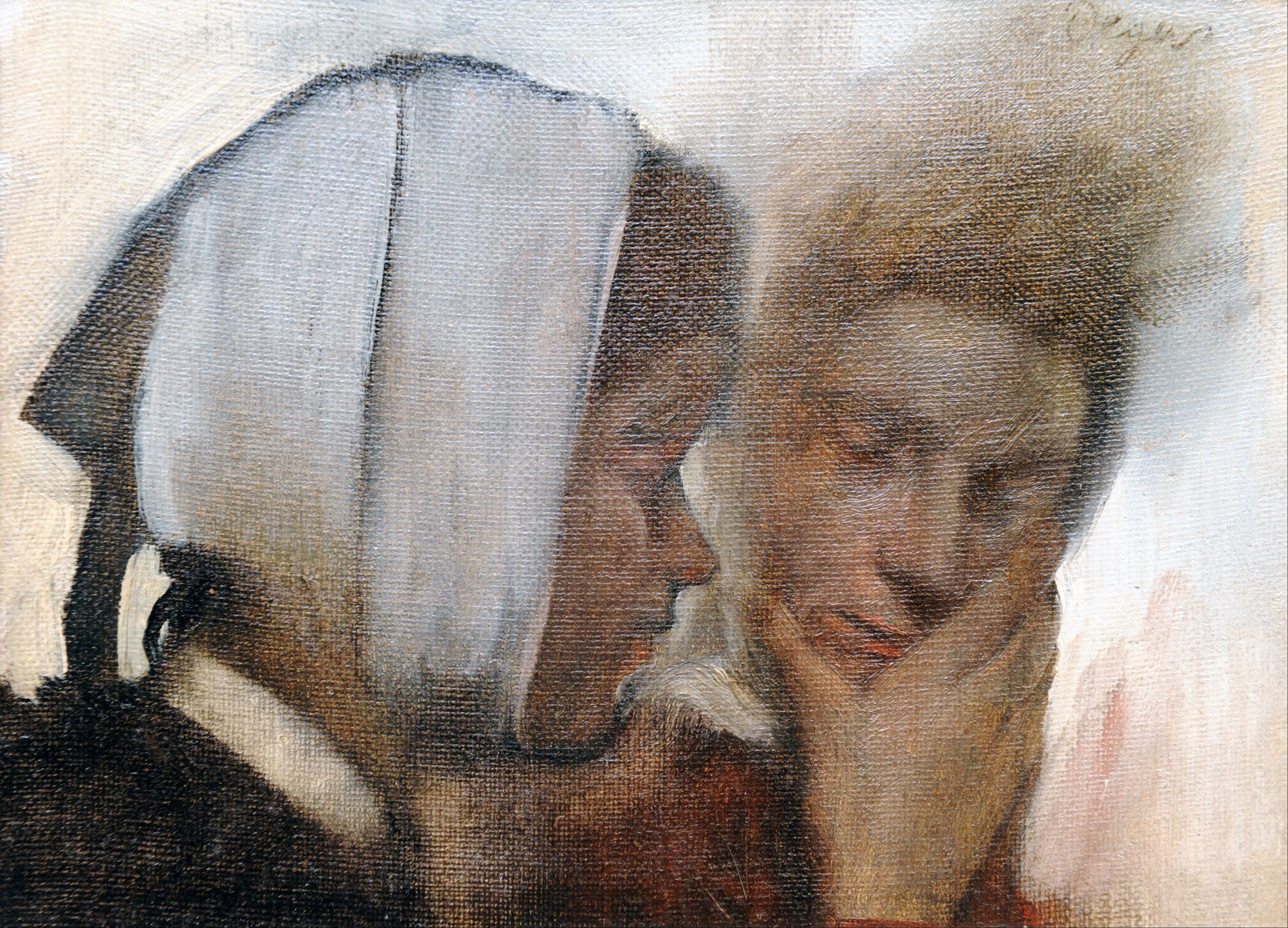
La Blanchisseuse, Degas

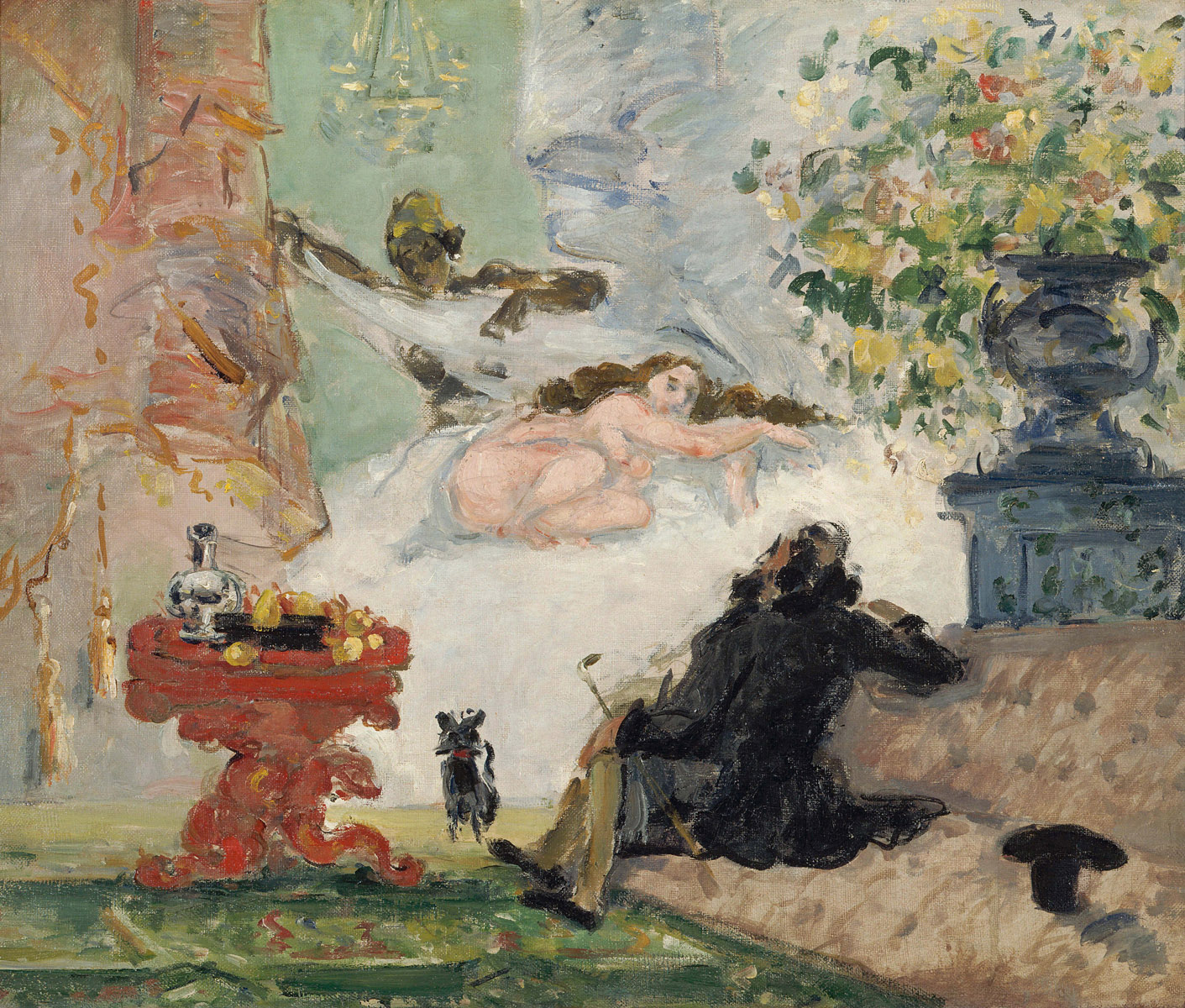
Une moderne Olympia, Cézanne

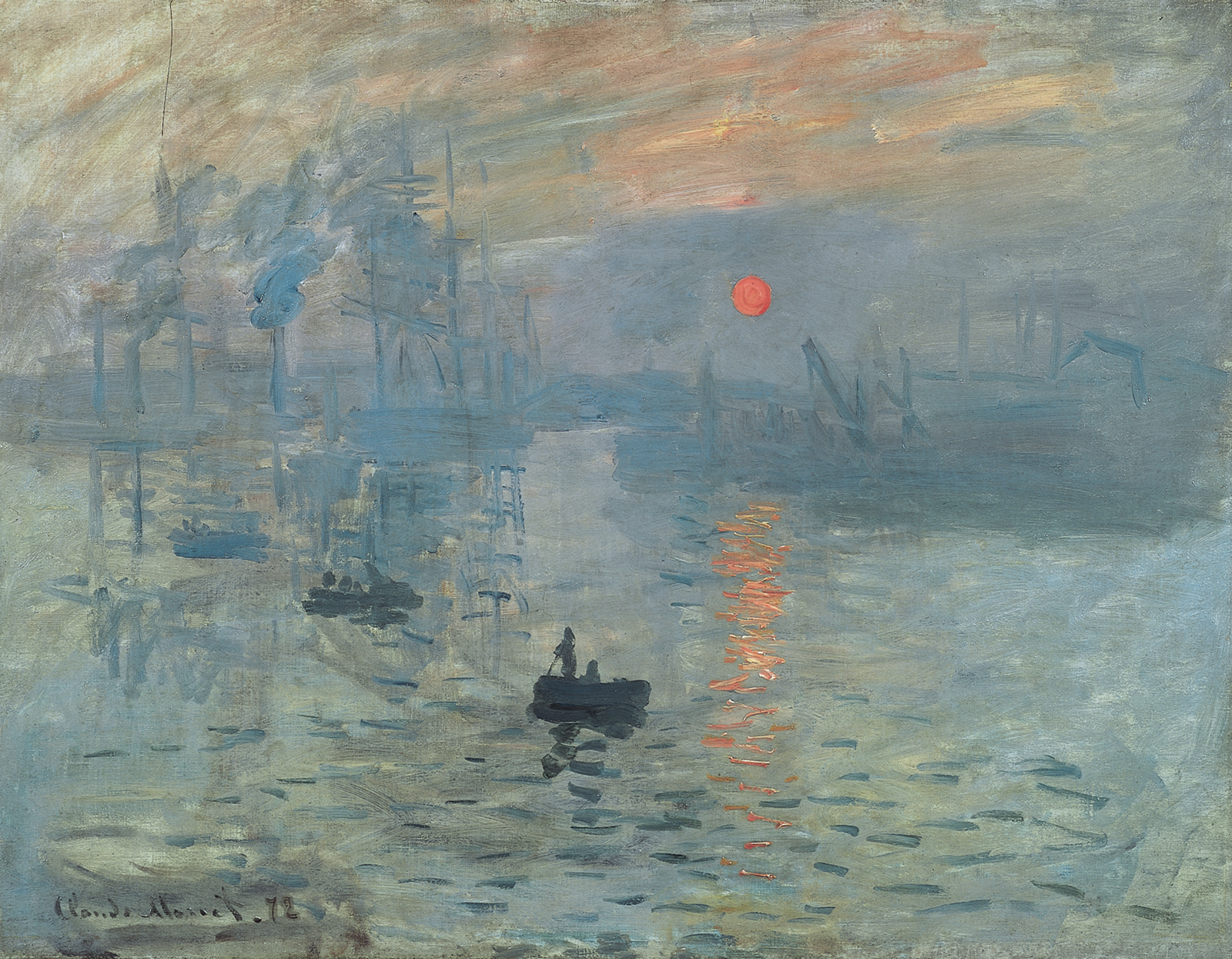
Impression, soleil levant, Monet

Louis Leroy, pastelliste, paysagiste, graveur, écrivain, qui expose au Salon de 1835 à 1881 dans un style proche de l'école de Barbizon, qui est également l'auteur de pièces comiques à succès, collabore depuis trente ans au Charivari. Il est célèbre pour avoir créé dans ce journal le néologisme « impressionnisme » au terme d'une mise en scène dialoguée reconstituant sa propre visite, parue le 25 avril 1874 qui commence ainsi :
« Oh, ce fut une longue journée que celle où je me risquai à la première exposition du boulevard des Capucines en compagnie de Monsieur Joseph Vincent. [...] De mon air le plus naïf, je le conduisis devant Le Champ labouré de M. Pissarro. À la vue de ce paysage formidable, le bonhomme crut que les verres de ses lunettes étaient troublés [...] Devant Le Boulevard des Capucines , de Monet : «  Ah! Ah! s'écria-t-il à la Méphisto  [...] en voilà de l'impression [...] mais ces taches ont été obtenues par le procédé que l'on emploie pour le badigeonnage des granits [...] ». En apercevant La Maison du pendu de Cézanne il poussa un grand cri : les empâtements prodigieux de ce petit bijou achevèrent l'œuvre commencée par le Boulevard des Capucines, le père Vincent délirait [...]. Il était réservé à Monsieur Monet de lui donner le dernier coup. « Ah, le voilà, le voilà s'écria-t-il devant le numéro 98. Je le reconnais. Le favori de papa Vincent! Que représente cette toile? Voyez au livret : Impression, soleil levant — Impression, j'en étais sûr. Je me disais aussi : puisque je suis impressionné, il doit y avoir de l'impression là-dedans. [...] Cependant, qu'auraient dit Michallon, Bidauld, Boisselier et Bertin devant cette toile impressionnante ? » Le malheureux reniait ses dieux. [...] L'horrible l'attirait : la Blanchisseuse si mal blanchie de M. Degas,  Une moderne Olympia de Cézanne.. enfin le vase déborda. Le cerveau classique du père Vincent était attaqué de trop de côtés à la fois.[...] Le père Vincent se mit à danser une danse du scalp devant le gardien ahuri : « Hugh! je suis l'impression qui marche, le couteau à palette vengeur : Le Boulevard des Capucines de Monet, La Maison du pendu et La Moderne Olympia de M. Cézanne. Hugh! Hugh! Hugh! » , »
La charge comique du journaliste du Charivari sur l'impressionnisme est fondée sur l'intitulé du tableau de Monet Impression, soleil levant, mais aussi sur d'autres tableaux. À partir de là, le Tout-Paris ne parle plus que d'impressionnisme et d'impressionnistes, et c'est sous ce vocable que connaîtront la gloire : Manet, considéré comme le chef de cette jeune école avec laquelle il n'expose d'ailleurs pas, Monet, Alfred Sisley, Berthe Morisot, Mary Cassatt, Renoir, Pissarro, Cézanne, Armand Guillaumin, Degas, en France, mais surtout à l'étranger : aux États-Unis, ils seront appréciés, reconnus et achetés beaucoup plus tôt qu'en France, grâce à l'action de Mary Cassatt auprès de collectionneurs comme les Havemeyer.
Leroy n'est d'ailleurs pas le seul à avoir utilisé le terme « impression » ou ses susbtantifs proches lors de la première exposition : Philippe Burty dans La République française, parle lui de la « qualité des impressions ». Jules-Antoine Castagnary dans Le Siècle, adopte aussi le terme impression qu'il reprend de Leroy. Émile Cardon dans La Presse  ironise : « Piquez au hasard des taches rouges ou bleues, vous aurez une impression ». Il n'y a cependant pas de génération spontanée en 1874 dans l'emploi de ce mot : il est depuis longtemps au centre des conversations de la jeune école, et déjà Corot recommande en 1863, de ne jamais perdre de vue « l'impression qui nous a ému . »
Les « impressionnistes » de l'exposition de 1874 n'ont pas que des détracteurs. Ils ont aussi des défenseurs comme Ernest d'Hervilly qui écrit, dans Le Rappel du 17 avril 1874 « On ne saurait trop encourager cette entreprise hardie, depuis longremps conseillée par tous les critiques et tous les amateurs ». Léon de Lora (pseudonyme de Alexandre Pothey) souligne dans Le Gaulois du 18 avril, « l'intérêt du Déjeuner sur l'herbe de Monet, un déjeuner sur l'herbe peint d'après nature mais où le réalisme n'a rien que de fort attrayant, et une esquisse brillante du Boulevard des Capucines ». Pour ce même auteur, Le Bac de l'île de la Loge, inondation par Alfred Sisley est un des plus excellents paysages. Jean Prouvais à son tour, le 20 avril dans Le Rappel  dit de l'exposition « qu'il y a là une entreprise audacieuse, qui à ce titre, aurait droit à nos sympathies (...) » et continue de défendre Les Coquelicots de Monet (1873), alors intitulé Promenade dans les blés qui « mêle heureusement les chapeaux fleuris des femmes aux coquelicots rouges des blés ». Jules Castagnary, bien qu'il confonde Manet et Monet ne tarit pas d'éloges sur « les emportements de main de Mr Monet qui font merveille » dans Le Siècle. À son tour, Ernest Chesneau, tout en confondant Manet et Monet rend hommage à la fois au déjeuner sur l'herbe et à « l'animation prodigieuse de la voix publique, le fourmillement de la foule sur l'asphalte [...] que Monet a réussi dans Boulevard des Capucines. »

## Bilan matériel
L'exposition accueille 3 500 visiteurs, au tarif de 1 F l'entrée et 0,5 F le catalogue. Une dizaine de toiles sont vendues, la plus gosse vente est de Sisley pour 1000F, Monet et Renoir vendent pour 200F chacun, et Pissarro pour 130F. La société des artistes, déficitaire, est liquidée le 14 Décembre 1874 et chaque exposant doit alors verser 184,50F pour régler les dettes.

## L'exposition et ses peintres vus par les caricaturistes

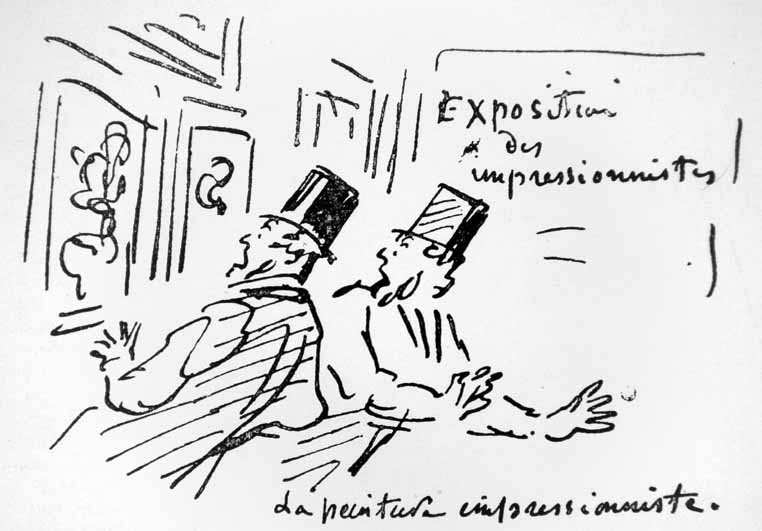
Caricature par Cham parue dans Le Charivari au moment de l'exposition.

L'exposition suscite donc la polémique, ce qui incite un nombre sensible de visiteurs à s'y rendre : elle fournit un sujet en or aux dessinateurs humoristiques de l'époque, à un moment où la caricature de mœurs supplante la caricature politique.
Les principaux périodiques illustrés sont alors, outre Le Charivari, le Journal amusant , Le Monde pour rire, La Lune , Le Tintamarre, La Vie parisienne et bien d'autres. Parmi les dessinateurs qui raillent avec plus ou moins de bonheur les peintres et leurs tableaux, on trouve Bertall, Cham, André Gill, Draner, Stop, Albert Robida, et plus tard Caran d'Ache.
Le caricaturiste Cham, qui fait souvent rire à propos des peintres dits impressionnistes donne une de ses caricatures parue probablement dans Le Charivari, auquel il contribue régulièrement. En haut du dessin on peut lire sur une affiche « Exposition des impressionnistes », et on voit les deux visiteurs qui semblent terrifiés à la vue « des peintures impressionnistes ».
Mais les impressionnistes ont aussi des soutiens parmi les caricaturistes. En particulier Toulouse-Lautrec qui, bien plus tard, vengera ses amis peintres en caricaturant ceux du Salon officiel dans La Revue blanche.
Nadar relouera le 35 boulevard des Capucines par le biais de Paul Durand-Ruel lors de la sixième exposition dites des impressionnistes du 1er avril au 18 mai 1881.